# الشركة العامة لسكك الحديد العراقية

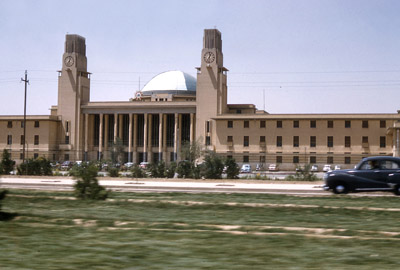
مقر المحطة العالمية في بغداد عام 1959م وهي محطة القطارات الرئيسية في بغداد

الشركة العامة لسكك الحديد في العراق هي الشركة الوطنية التي تقوم بتسيير رحلات القطارات في داخل العراق ومقرها في بغداد وهي مملوكة للحكومة العراقية.

## تاريخ الشركة

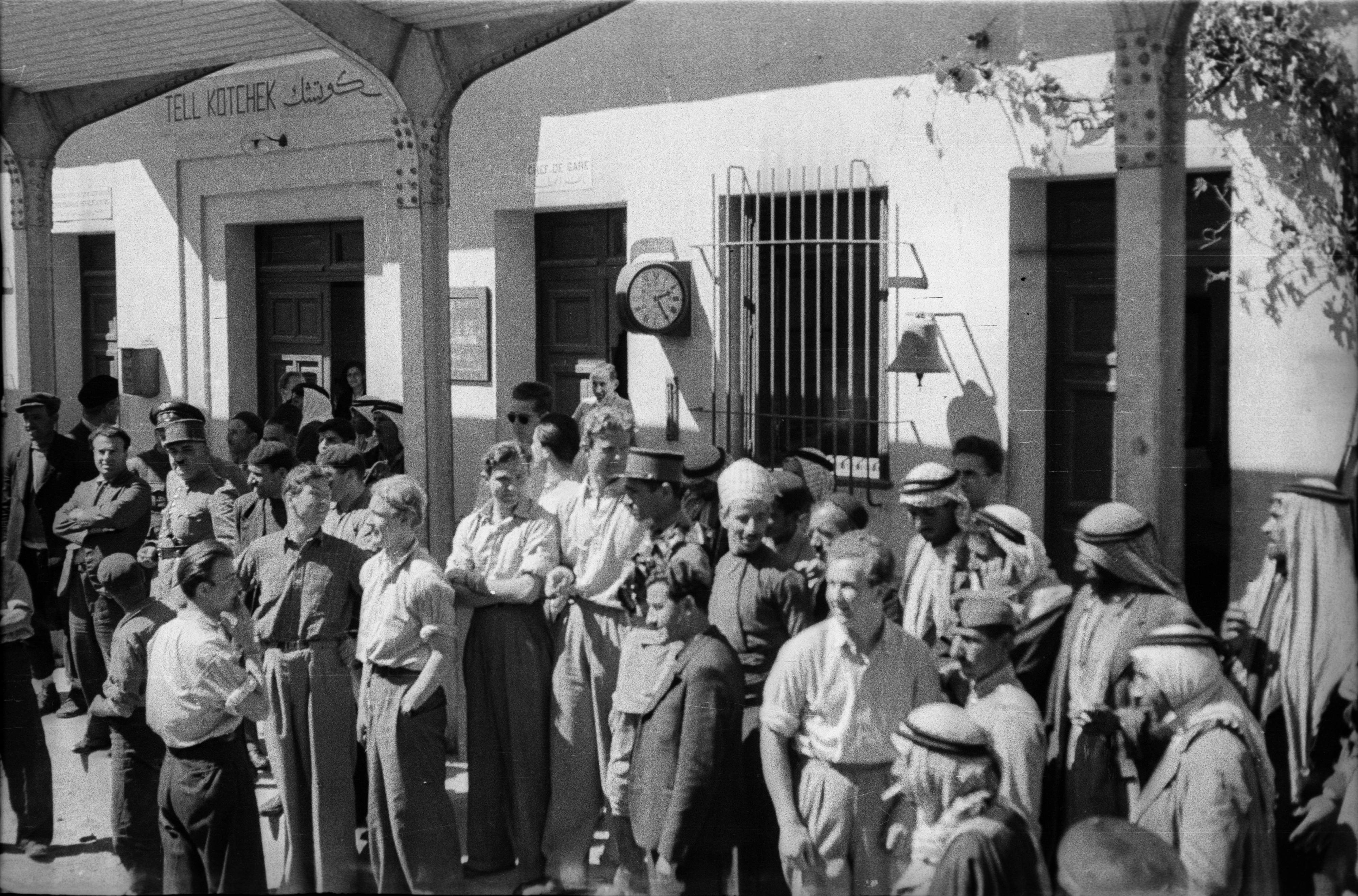
مسؤولو الجمارك الفرنسيون والسوريون وآخرون في العام 1941 في بلدة تل كوتشيك الحدودية السورية العراقية (اليعربية اليوم).

قد تشكّلت أول إدارة للسكك الحديد في العراق في أيلول من عام 1916م وكانت آنذاك تحت سيطرة الجيش البريطاني. ثم انتقلت إلى إدارة مدنية بريطانية عام 1920م ثم إلى تحولت إلى إدارة مدنية عراقية يوم 16 نيسان/أبريل 1936م والذي أصبح عيد السكك العراقية. أول رحلة تم تسييرها كانت من بغداد إلى سميكة الدجيل إلى الجنوب من مدينة سامراء عام 1914م. تقوم الشركة حالياً بتسيير رحلات للقطار بين بغداد والبصرة حيث سير أول قطار بينهما عام 1920م. في حين أنه قد تم تسيير أول قطار بين بغداد وكركوك عام 1925 وأول قطار بين بغداد والموصل عام 1940م وأول قطار من العراق إلى محطة حيدر باشا في إسطنبول في 15 تموز عام 1940م.
في عام 1936 جرت مفاوضات بين الحكومة البريطانية والحكومة العراقية لنقل ملكية السكك إلى العراق فتم الاتفاق على أن تدفع الحكومة العراقية مبلغ (400) ألف دينار إضافة إلى شروط أخرى، فتم ذلك، وأصبح اسمها (سكك حديد الحكومة العراقية) وربطت بوزارة المواصلات والأشغال وتمت المصادقة على الإتفاقية يوم 16 أبريل عام 1936.

## نبذة تاريخية عن السكك الحديدية
شهد العراق أول خط حديدي لعربات الترام عام 1869، عندما أقام الوالي العثماني مدحت باشا شركة ترامواي بغداد - الكاظمية المساهمة واستخدمت الخيول لجر العربات، وكان يُسمّيه العراقيون الكاري. أُنشأ فيما بعد خط مشابه يربط مدينة النجف الأشرف بمدينة الكوفة وحققت هذه الشركة أرباحا قدرت ب 100% من رأسمالها الأصلي. وفي الحرب العالمية الأولى نالت ألمانيا امتيازا من الحكومة العثمانية لإنشاء سكة حديد بنظام قياسي يبدأ من حيث تنتهي سكة حديد الأناضول في (قونية). قسم المشروع إلى أربعة مراحل (قونية - أضنة)، (أضنة - حلب)، (حلب - الموصل)، (الموصل - بغداد). وكان يقال له شَمَنْدُفير وهي كلمة فرنسية الأصل.

## وضع الشركة بعد حرب العراق 2003م
تضررت الشركة بفعل الحرب على العراق عام 2003م وما أعقبها من عمليات نهب حيث وبسبب عمليات النهب والتخريب التي أعقبت الحرب لم يعد صالحاً للاستخدام من قاطرات الشركة سوى ما مجمله 158 قاطرة من أصل 410 قاطرة المملوكة للشركة. كما أن الوضع الأمني غير المستقر أدى إلى توقف الشركة عن تسيير رحلات بشكل نهائي في فترات معينة. إلا أن الشركة قد عادت لتسيير رحلاتها بين المحافظات عام 2007م فمثلاً أعيد العمل بخط بغداد - البصرة بسبب التحسن في الوضع الأمني.

## مخزن العدد والأدوات

### الحالي (منذ 2004)
| الموديل                                         | الصورة | Axle Formula | العدد | سنة الخدمة | القوة [حصان] | المنتج            | ملاحظات |
| ----------------------------------------------- | ------ | ------------ | ----- | ---------- | ------------ | ----------------- | --- |
| DHS 101-3BB                                     |        | Bo-Bo        | 3     | 1986       | 600          | نیبون شاریو       | لم يعد يعمل |
| DHS 111-3BB                                     |        | Bo-Bo        | 3     | 1973       | 600          | نیبون شاریو       | لم يعد يعمل |
| DHS 121-7BB                                     |        | Bo-Bo        | 7     | 1982       | 600          | نیبون شاریو       | لم يعد يعمل |
| DHS 131-144                                     |        | Bo-Bo        | 14    | 2002/2003  | 1000         | تولومساش          | 8 دخلت الخدمة في عام 2004                                                                                               |
| DEM 2001-2010                                   |        | Co-Co        | 10    | 1963       | 1650         | ČKD               | 5657 - 5766. لم يعد يعمل                                                                                                |
| DEM 2011-2020                                   |        | Co-Co        | 10    | 1964       | 1650         | ČKD               | 5802 - 5811. لم يعد يعمل                                                                                                |
| DEM 2101-2105                                   |        | Co-Co        | 5     | 1965       | 2000         | Alco              | 3416.01-3416.05. لم يعد يعمل                                                                                            |
| DEM 2201-2220                                   |        | Co-Co        | 20    | 1971       | 2000         | ألستوم            | لم يعد يعمل |
| DEM 2301-2330                                   |        | Co-Co        | 30    | 1975       | 2000         | Montreal LW       | 6083.01-6083.30. لم يعد يعمل                                                                                            |
| DEM 2331-2361                                   |        | Co-Co        | 30    | 1976       | 2000         | Montreal LW       | 6093.01-6093.31. لم يعد يعمل                                                                                            |
| DEM 2401-2455                                   |        | Co-Co        | 55    | 1980       | 2000         | Macosa            | 1631-1685. بعضها ما يزال يعمل                                                                                           |
| DEM 2501-2582                                   |        | Co-Co        | 82    | 1983       | 2250         | هينشيل أند صن     | 32711-32720, 32639-32710. كانت تعمل عام 2007. 2559-2561 كانت تستخدم لنقل صدام حسين كقطارات خاصة.                        |
| DEM 2701-50                                     |        | Bo-Bo        | 50    | 2001       | 2000         | سي آرآر سي دالیان | في الخدمة |
| DEM 2801-30                                     |        | Co-Co        | 30    | 2004       | 2630         | لوهانسك           | بعضها ما يزال في الخدمة                                                                                                 |
| DES 3001-36                                     |        | Bo-Bo        | 36    | 1962-'73   | 650          | ČKD               | [ 3 ] |
| DES 3101-200                                    |        | Co-Co        | 100   | 1979-'81   | 1100         | ČKD               | 11301-11303, 12204-12211, 12272-12360                                                                                   |
| DES 3301-6                                      |        | Bo-Bo        | 6     | 2004       | 1200         | بريانسك           | [ 3 ] |
| DEM 4001-11                                     |        | Co-Co        | 11    | 1980       | 3600         | Francorail        | [ 3 ] |
| DEM 4101-61                                     |        | Co-Co        | 6     | 1980-'82   | 3600         | Francorail        | [ 3 ] |
| POWER CAR 170A-200A                             |        | DMU          | 10    | 2014       | 3600         | CSR               | 160 كم/س. بطول 10 سيارات وبقوة سيارتين ويتسع لـ 343 راكب ويستخدم للنقل بين بغداد - البصرة على خط سكة حديد بغداد-البصرة. |
| * DHS = Diesel-hydraulic, DEM = Diesel-electric |        |              |       |            |              |                   | |

## وصلات خارجية
- الموقع الرسمي للشركة العامة للسكك الحديد العراقية